# 곰 이야기
곰 이야기(Bear Story)는 칠레에서 제작된 가브리엘 오소리오 감독의 2013년 애니메이션 영화이다.
이 영화는 상당한 성공을 거두었으며 제88회 아카데미상에서 아카데미 단편 애니메이션상 부문에서 아카데미상을 수상했다.